# Вари-Вула-Вулјагмени
Вари-Вула-Вулјагмени (грч. Βάρη-Βούλα-Βουλιαγμένη) је општина у Грчкој. По подацима из 2011. године број становника у општини је био 48.399.

## Становништво
| 2011.  |
| ------ |
| 48,399 |